# Julie Oliveira Souza
Julie Oliveira Souza (ur. 1 kwietnia 1995 w Grenoble) – francuska siatkarka pochodzenia brazylijskiego, grająca na pozycji atakującej. Od sezonu 2019/2020 do sezonu 2020/2021 występowała w drużynie DPD Legionovia Legionowo.

## Sukcesy klubowe
Superpuchar Francji:
- 2022[6]

Liga francuska:
- 2023[7]